# Печенежская улица (Киев)
Печенежская улица — улица в Шевченковском районе города Киева. Пролегает от улицы Отто Шмидта до Подгорной улицы. К Печенежской улице присоединяется Татарский переулок.

## История
Печенежская улица возникла в 1860-х годах как улица без названия. В 1869 году получила современное название, благодаря землемеру Таирову, который предложил дать тюркские названия улицам Татарки.
До 1980-х улица была застроена малоэтажными частными домами. В 1980-х старую застройку начали постепенно сносить; преимущественное большинство современных домов по Печенежской улице — 1980-х-1990-х годов постройки, но между Печенежской и Соляной улицами имеются остатки старой застройки.

## Почтовый индекс
04107